# 李大亮
李大亮（586年—645年1月4日），雍州京兆郡泾阳县（今陕西省咸陽市泾阳县）人，祖籍陇西郡狄道县（今甘肃省定西市临洮县），出自陇西李氏武阳房，唐朝開國功臣。後因愛民如子以及其功勳，被民間信仰尊奉為代天巡狩王爺亦被道教崇敬為神明，尊稱為李府千歲、李府王爺。

## 生平
李大亮是北魏度支尚书李琰之的曾孙， 祖先本居于陇西郡的狄道县，世代为著名族姓，祖父李纲是西魏南岐州刺史。父亲李充节是隋朝朔州总管、武阳公。李大亮有文武才干，隋朝末年为隋将庞玉部下行军兵曹。李密率领瓦岗军攻打东都洛阳，庞玉与瓦岗军作战，兵败被俘。瓦崗軍将领张弼释放李大亮，与其结交。時任唐王的李渊兵进长安，李大亮投归輔助高祖，授士门令。劝降胡人有功，唐高祖拜李大亮為金州總管司馬，旋擢遷安州（今湖北安陆）刺史。
玄武門之變后，李淵禪讓帝位予秦王李世民。世民即唐太宗，改元貞觀。在貞觀年間，李大亮出任過交州都督、涼州都督、西北道安撫大使、劍南道巡省大使、左衛大將軍、灵州大总管、工部尚書，晉封武陽縣公。貞觀八年（公元634年）李大亮領兵征伐從吐谷渾進犯而來的番兵番將，貞觀十五年（641年）任灵州总管，与李靖协作擊敗薛延陀十万来犯之敌，受封為行軍總管。
貞觀十七年（643年），晉王李治被立為皇太子，李大亮兼任太子右衛率，又兼工部尚書，身兼三職，宿衛兩宮。李大亮每當宿值宮中，必盡忠職守、通宵假寐，太宗稱讚「有大亮宿值宮中，可通夜安臥」。梁國公房玄齡也十分器重李大亮，「每稱大亮有王陵、周勃之節，可以當大位」。
李大亮投唐以來，從金州總管晉升到行軍總管，對唐朝初年穩定政局貢獻極多。在朝中日益位高權重、聲望顯赫，但「居處卑陋，衣服儉率」，生活作風十分儉樸。尤其李大亮時刻牢記昔日張弼的救命之恩而備受稱頌。史載張弼投唐後，官至將作監丞，但生活低調、絕口不提當年，直到某一天，李大亮與張弼在路上重逢、更擁抱張弼而泣，只恨重逢太晚，並打算將大量家產送給張弼以報恩情，但張弼堅持推辭不受。日後大亮將張弼引薦御前，太宗擢升張弼為中郎將、後再升任代州都督。大亮不忘恩情，與張弼不自誇當年，兩人的經歷為當世所稱頌。
貞觀十八年（644年），唐太宗征討高句麗時，命李大亮协助房玄龄留駐长安。然而在太宗出征、途中御駕抵達洛陽休整時，便接收到李大亮病重不起的消息，太宗十分不捨，隨即親調湯藥，命專人快馬加鞭送到長安李府。而李大亮在臨終前上書太宗「請求停止征伐高句麗」，不久便去世，享壽五十九岁。
李大亮為大唐戎馬一生、功在社稷，終其一生清廉，家无余资，大亮去世時，李府家中只有米五石、布三十匹，甚是清贫。李大亮發喪時，有其在過去所濟養的親戚遺孤十五人為大亮守孝、服之如父。太宗收到李大亮訃聞後恸哭不已、甚為李大亮罷朝三日。追赠兵部尚书、秦州都督，谥懿、陪葬昭陵。舊唐書的撰書史臣讚曰：「大亮有王陵、周勃之節，名下無虛士矣！」。

## 经历
- 武德元年（618年），李大亮被授予土门县令。境内饥荒，盗贼众多，李大亮召集难民、卖掉自己的坐騎，资助難民开垦荒地，李大亮亦领军打击盗贼，境内逐渐安定，政绩受到巡行视察的秦王赞赏。又因招降胡贼，李大亮升任金州（在今陕西安康市）总管府司马。
- 王弘烈占据襄阳，唐朝派李大亮安抚樊、邓（在今湖北省襄樊市及河南省邓县一带），进而攻下十余城。迁任安州刺史(治所在今河北定州市)。
- 出使广州，至九江，会辅公祏反，用计擒拿住其将张善安。辅公祏领军包围猷州(在今安徽泾县城西)，猷州刺史左难当固守，李大亮率兵将辅公祏击走。迁越州都督。
- 贞观初年（627年），李大亮调任交州都督，封武阳县男。
- 回长安任太府卿，不久又外任凉州都督。唐太宗击灭突厥后，在河南之地安置投降的胡人，任李大亮为西北道安抚大使，而李大亮反对太宗优待胡人的政策，谏议停止招慰，让边塞汉人免去劳役，以专心务农。
- 贞观八年（634年），为剑南道巡省大使。同年，唐军讨伐吐谷浑，李大亮为河东道行军总管，与李靖一起入青海，在蜀浑山大破吐谷浑军，俘虏其领军名王，缴获杂畜数万，爵位进为武阳县公，并拜为右卫大将军。
- 貞觀十五年（641年），任靈州總管，與李靖協作擊敗薛延陀十萬來犯之敵，受封為行軍總管。
- 贞观十七年（643年），晋王李治被立为皇太子，李大亮兼任太子右卫率，又兼工部尚书，身兼三职，宿卫两宫。
- 贞观十八年（644年），唐太宗征討高句麗，下诏让李大亮作为房玄龄的副手留守京城。不久患病不起，唐太宗亲自为他配药，让人从驿站送到长安。
- 贞观十八年十二月初一日（645年1月4日），病逝。

## 传說
台灣台南南鯤鯓代天府五府千歲大王李府千歲，據廟方沿革即為成神的李大亮。李公文武雙全，相傳與其結拜兄弟：池夢彪，吳孝寬，朱叔裕，范承業之中，李公為大哥，五人輔助唐高祖李淵、為大唐效力且立下赫赫戰功。
李公忠君愛國、體恤百姓，仙逝後，玉皇大帝敕封為代天巡狩，駐守人間，擁坐王船，巡狩四方，以驅疫除瘟，聖稱為大王李府千歲，以農曆四月二十六日為李王（大亮）的聖誕千秋。
後來在明末時期，一艘奉祀李王在內的五府千歲及其中軍府神像的王船，「遊地河」的漂流到了臺南北門南鯤鯓沙汕附近，被當地漁民奉請回鄉、建立草寮奉祀，後因神蹟顯赫、廣布流傳，當地信徒感念神恩、倡議建廟，於是在永曆十六年（1662年）修建「南鯤鯓廟」落成，即為南鯤鯓代天府的開基、與李王等五府千歲信仰在台灣的起點。

## 子女
- 李奉诫，湖州安吉县令
- 李奉倩，华州司法参军
- 李守一，庫部員外郎

## 延伸阅读
[在维基数据编辑]
 在维基文库阅读此作者作品
 《舊唐書·卷62》，出自刘昫《舊唐書》
 《新唐書·卷099》，出自《新唐書》